# Junta Revolucionaria de Gobierno
Pour les articles homonymes, voir JRG.
Le gouvernement révolutionnaire de la Junte du Salvador (espagnol : Junta Revolucionaria de Gobierno, abrégé JRG) est une dictature militaire qui a gouverné le Salvador entre le 15 octobre 1979 et le 2 mai 1982. Ce gouvernement, responsable du coup d'État d'octobre 1979, est d'abord dirigé par deux colonels, Adolfo Arnaldo Majano Ramos et Jaime Abdul Gutiérrez Avendaño, et par trois civils, Guillermo Ungo, Mario Antonio Andino et Román Mayorga Quirós. José Napoleon Duarte en prend la tête en 1980.  
Durant les années où la junte est au pouvoir, le gouvernement révolutionnaire a été à l'origine de meurtres de masse, de tortures, d'exécutions et de disparitions inexpliquées, notamment par le biais d'escadrons de la mort.
Il est aussi l'un des acteurs majeurs du déclenchement de la guerre civile. 

## Chute
Des tensions internes au sein de la junte sont rapidement apparues, le colonel Majano incarnant une vision « progressiste » et le colonel Gutiérrez ayant des vues plus conservatrices. Le 5 janvier 1980, les trois civils ont démissionné et ont été remplacés par José Antonio Morales Ehrlich et Héctor Miguel Dada Hirezi, à l'origine de la deuxième junte gouvernementale révolutionnaire. 
Dada Hirezi démissionne en signe de protestation contre les violences de la junte, le 3 mars, et José Napoleón Duarte prend sa place, constituant le troisième gouvernement révolutionnaire de la junte. Le 7 décembre, Majano est expulsé de la junte (et s'exile) et le 22 décembre, Duarte devient chef de la Junte et chef de l'État. 
Gutiérrez est alors vice-président et reste l'homme fort du régime. Deux semaines après que Duarte est entré dans la Junte, l'archevêque Oscar Romero est tué lors d'une messe dans une église catholique de la capitale. Le 10 janvier 1981, le Front Farabundo Martí de libération nationale (FMLN) lance une insurrection générale contre le gouvernement. Le régime reçoit une aide militaire immédiate des États-Unis, et est soutenu par des conseillers militaires dépêchés, pendant cette guerre civile salvadorienne. 
Le 26 mars 1982, des élections au Congrès national ont eu lieu. Le nouveau Congrès a choisi Álvaro Magaña pour devenir le nouveau président du Salvador, ce qui a entraîné la fin de la junte le 2 mai.